# Coventry Blaze
Le Coventry Blaze est un club de hockey sur glace de Coventry en Angleterre. Il évolue dans le Championnat du Royaume-Uni de hockey sur glace.

## Historique
Le club est créé en 2000. En 2003, il est promu en EIHL. Il a, depuis, remporté à quatre reprises cette compétition.

## Palmarès
- Vainqueur de l'EIHL: 2005, 2007, 2008, 2010
- Vainqueur de la National League: 2003.
- Vainqueur de la English Premier Ice Hockey League: 1997, 1998.